# St. Elisabeth (Darmstadt)

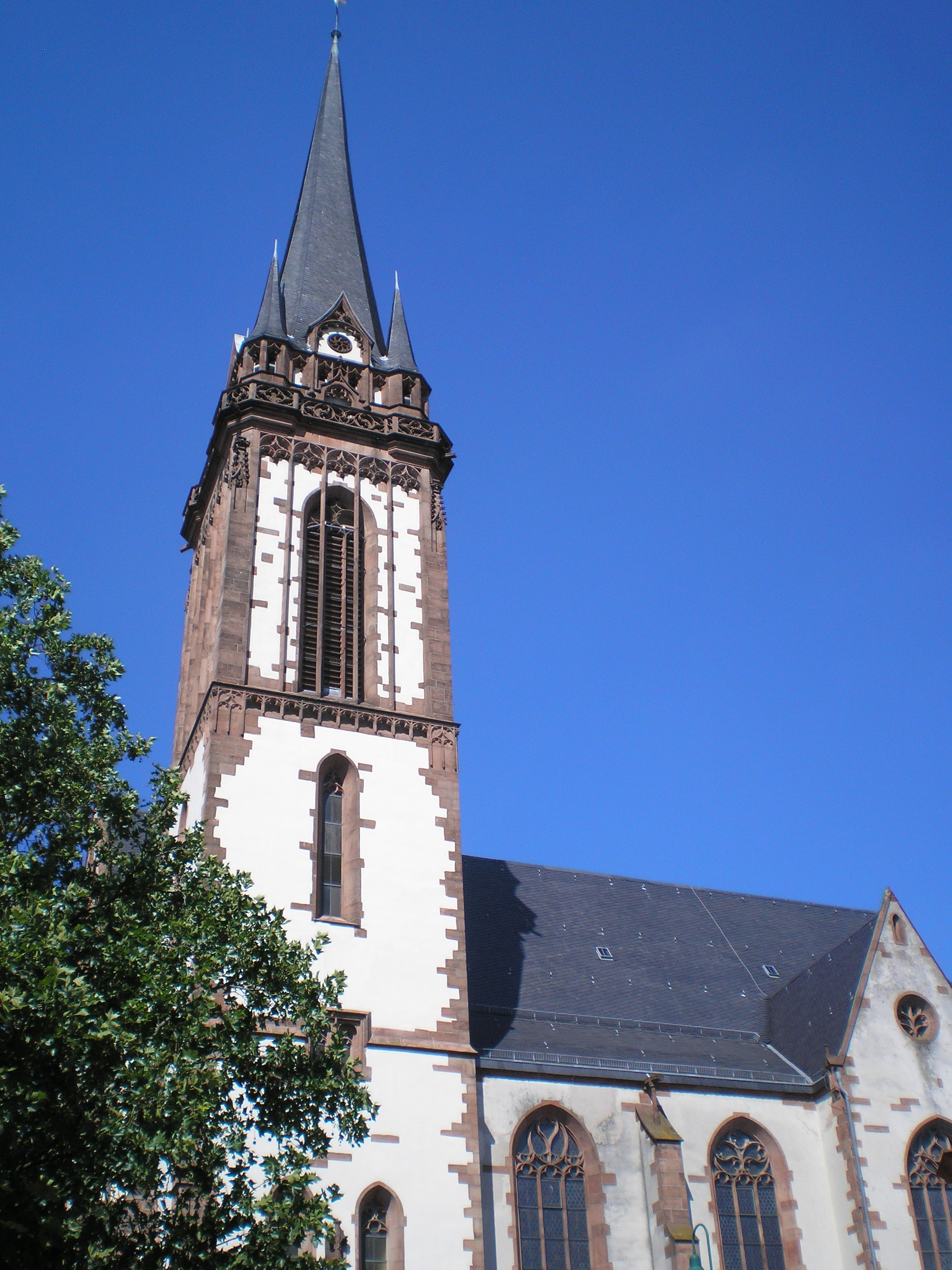
Darmstadt, St. Elisabeth

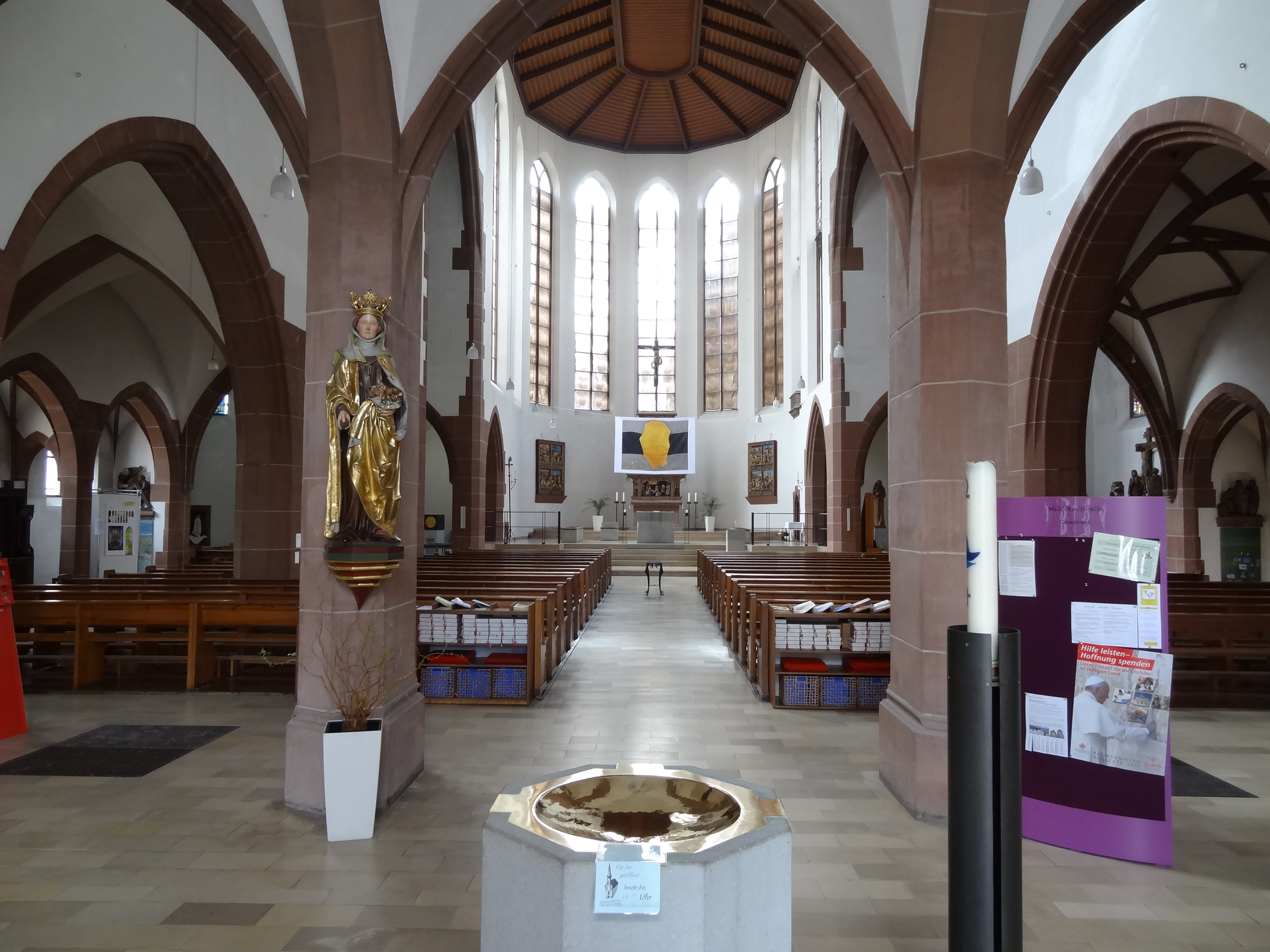
Innenraum

Die St. Elisabeth ist eine römisch-katholische Pfarrkirche in Darmstadt.

## Geschichte
Für den Bau der – nach St. Ludwig – zweiten römisch-katholischen Pfarrkirche in Darmstadt hinter dem Prinz-Georg-Palais lieferte der Mainzer Dombaumeister Ludwig Becker den Entwurf eines historisierenden Kirchenbaus. Der Bau der Kirche trug dem nicht unerheblich gewachsenen Anteil der Katholiken um die Wende zum 20. Jahrhundert Rechnung. Mit ihrem ca. 80 m hohen Glockenturm bildet die 1905 geweihte Sankt-Elisabeth-Kirche einen demonstrativen Akzent in der Stadtsilhouette und ein bewusstes Gegenüber zur evangelischen Stadtkirche.
Ludwig Becker baute keinen hochgotischen Idealtypus, sondern orientierte sich an der regionalen mittelalterlichen Tradition und folgte dem Grundschema der evangelischen Stadtkirche. Auch die bei einem Luftangriff im September 1944 fast vollständig zerstörte Innenausstattung mit den Schnitzaltären samt den großen farbigen Fenstern folgte dem historistischen Konzept.

## Baugestalt
Sankt Elisabeth besitzt ein kurzes, dreischiffiges vierjochiges Langhaus, nach Osten schließt ein polygonal gebrochener Chor in der Breite des Mittelschiffs an. Über dem südlichen Seitenschiff liegt die Marienkapelle, die sogenannte Oberkirche. Insgesamt erscheint die Sankt-Elisabeth-Kirche als historisch gewachsene Architektur, die in ihrer Substanz im frühen Mittelalter gründet, in ihrem anschaulichen Charakter aber das Bild der heimischen bürgerlichen Stadtkirche des Spätmittelalters bewahrt, was sich in der Gestaltung des Pfarrhauses mit markantem Treppengiebel fortsetzt.
Anstelle der zerstörten Netzgewölbe wurde beim Wiederaufbau über Chor und Mittelschiff eine Holzdecke eingezogen. Teile des ehemaligen Hochaltars von Georg Busch (1823–1895) konnten gerettet und restauriert werden und befinden sich jetzt in der Marienkapelle, im Pfarrhaus sowie in der nördlichen Querhauskapelle. Der frühere Muttergottesaltar von Jakob und Joseph Michael Busch, der im Jahre 1900 in Paris ausgestellt worden war, schmückt jetzt den Hochaltar im Chor. Südliches Querhaus wie Seitenschiff werden geprägt von dem theologisch wie künstlerisch bedeutenden Elisabeth-Fenster (1978) und den Franziskus-Fenstern (1983) von Bruno Müller-Linow.

## Patrozinium
Die Wahl des Patroziniums der heiligen Elisabeth von Thüringen demonstriert das seit Leo XIII. neue soziale Profil der römisch-katholischen Kirche und zugleich die regionale Verbundenheit mit der Landespatronin und „Stammmutter“ des hessischen Herrscherhauses. Die überlebensgroße Statue der Heiligen an der Südwestecke zeugt davon.

## Glocken
Im Jahr 1905 goss die Glockengießerei Otto aus Hemelingen/Bremen ein vierstimmiges Bronzeglockengeläut für die Elisabeth-Kirche. Die Glocken haben die Glockenbeschlagnahmen der beiden Weltkriege des vergangenen Jahrhunderts überlebt. Sie waren zwar 1942 abgenommen und abtransportiert worden, wurden aber nicht eingeschmolzen und kehrten 1947 nach Darmstadt zurück. Die Schlagtonreihe dieses „bedeutenden Klangdenkmals des frühen 20. Jahrhunderts“ lautet: b0 – d′ – f′ – g′. Die Glocken haben folgende Durchmesser: 1820 mm, 1442 mm, 1230 mm, 1100 mm. Sie wiegen 3989 kg, 1910 kg, 1209 kg, 820 kg.

## Orgel

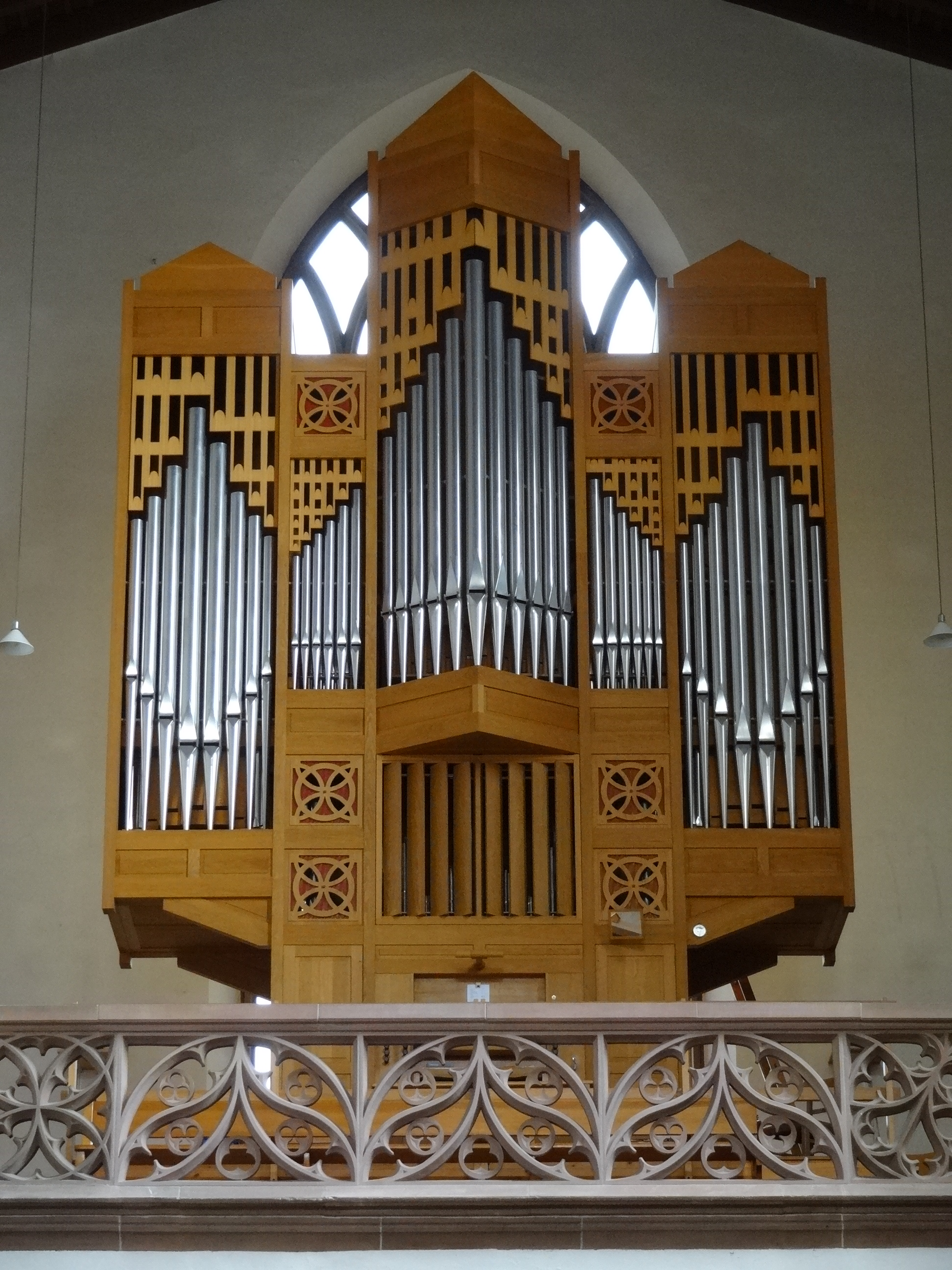
Orgel der Kirche St. Elisabeth, Darmstadt

Die Orgel der Kirche von 1989 hat Schleifladen mit mechanischer Spiel- und elektrischer Registertraktur. Erbauer war Andreas M. Ott aus Bensheim. Zuvor (nach dem Zweiten Weltkrieg) besaß die Kirche ein Instrument der Firma Kemper mit Freipfeifenprospekt und Rückpositiv und noch davor ab 1910 ein Instrument eines unbekannte Orgelbauers in einem neo-gotischen Gehäuse. Das heutige Instrument verfügt über 25 klingende Register, die auf zwei Manuale und Pedal verteilt sind.
| I Hauptwerk C–a3 |             |       |
| 1.               | Bourdon     | 16′   |
| 2.               | Principal   | 8′    |
| 3.               | Gedeckt     | 8′    |
| 4.               | Octave      | 4′    |
| 5.               | Spitzflöte  | 4′    |
| 6.               | Quinte      | 2 ⁄3′ |
| 7.               | Gemshorn    | 2′    |
| 8.               | Mixtur IV–V |       |
| 9.               | Cornet I–V  |       |
| 10.              | Trompete    | 8′    |
|                  | Tremulant   |       |

| II Schwellwerk C–a3 |                |        |
| 11.                 | Violprincipal  | 8′     |
| 12.                 | Rohrflöte      | 8′     |
| 13.                 | Hohlpfeife     | 4′     |
| 14.                 | Principal      | 2′     |
| 15.                 | Nasard         | 2 ⁄3′  |
| 16.                 | Terz           | 1 3⁄5′ |
| 17.                 | Larigot        | 1 ⁄3′  |
| 18.                 | Scharff III-IV |        |
| 19.                 | Cromorne       | 8′     |
|                     | Tremulant      |        |

| Pedal C–f1 |               |     |
| 20.        | Subbass       | 16′ |
| 21.        | Gedecktbass   | 8′  |
| 22.        | Principalbass | 8′  |
| 23.        | Choralbass    | 4′  |
| 24.        | Posaune       | 16′ |
| 25.        | Trompetenbass | 8′  |

- Koppeln: II/I, I/P, II/P
- Spielhilfen: Organo Pleno An/Ab